# Glaucocharis leucoxantha
Glaucocharis leucoxantha là một loài bướm đêm trong họ Crambidae. Loài này được Edward Meyrick mô tả vào năm 1822. Chúng là loài đặc hữu của New Zealand.